# 魏延
魏延（2世紀—234年），字文長，荊州義陽郡人，三國時期蜀漢中期重要將領，作戰英勇、並有將略、屢立戰功，深得蜀主劉備信任、丞相諸葛亮重用。於諸葛亮北伐時期出任前軍師，參與北伐時前線戰事之決策。

## 生平

### 初露鋒芒
211年（建安十六年），魏延以私兵身份跟隨主君劉備入蜀，在取蜀攻略中數有戰功，拜為牙門將軍。漢中之戰之後，劉備自立為漢中王，遷回成都，在決定重地漢中的守將時，眾論都以為此職必在張飛，張飛亦以心中自許之。不想劉備卻破格提拔升任魏延為督漢中鎮遠將軍、漢中太守，全軍震驚；為此，劉備大會群臣。問魏延：“今委你重任，你上任後，欲如何應對？”魏延答：“若曹操舉天下而來，請為大王拒之；偏將十萬之眾至，請為大王吞之。”劉備稱善，群臣皆附和。劉備稱帝，拜其為鎮北將軍，成為獨當一方之大將。

### 重門之計
據《洋縣志》記載，魏延在防守漢中時長期布署了「重門之計」。此「重門之計」並非重於城門的防守，而是於漢中險要之地，東、南、北門、等各路關口、隘口，設下大型防禦工事，皆以強將銳卒守御，工事中弩兵可強弩齊發，隘口下可輕騎疾行，並可相互救援、接應，以精銳部隊防禦反擊的策略。

### 北伐大將

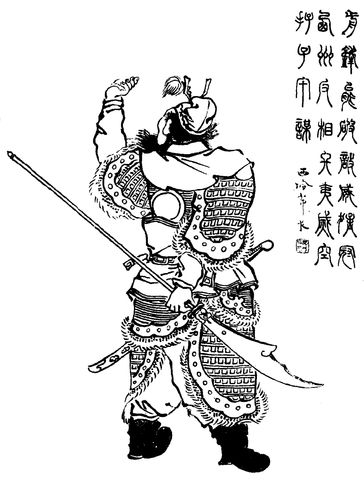
魏延

227年（建興五年），諸葛亮為預備北伐，進駐漢中，以魏延為督前部、丞相司馬，領涼州刺史。
230年（建興八年），曹真上表認為蜀漢多次犯境，建議攻伐蜀漢。魏明帝接納，曹真於是從長安出兵，從子午道入；司馬懿經漢水進軍，另外有部分於斜谷入，從多路進攻蜀漢，但因大雨而罷兵。同年，魏延與關中都督吳懿率軍西入羌中，並在陽谿大破魏後將軍費瑤、雍州刺史郭淮率領的魏軍，諸葛亮上表魏延之功，再受領前軍師、遷征西大將軍、授假節、封爵南鄭侯。
231年（建興九年），諸葛亮第四次北伐，與司馬懿對峙。據《漢晉春秋》記載，諸葛亮命魏延、高翔、吳班逆戰司馬懿，魏軍大敗。此戰漢軍獲甲首三千級、衣鎧五千領、角弩三千一百張，司馬懿還保營。
魏延每次隨軍北伐，都請諸葛亮給他統領萬兵，另走一路攻關中，最後與諸葛亮會師於潼關，如同前漢將領韓信的例子，但諸葛亮一直不許，因此魏延經常埋怨諸葛亮膽怯，恨自己之才不能盡用。依三國志補註《魏略》的記載：227年，諸葛亮第一次北伐時，魏延曾在軍議上提出建議，認為長安守將夏侯楙怯而無謀，故願自請精兵五千，由子午谷直取長安（計出子午谷），並認為夏侯楙一定會棄城逃走，而諸葛亮認為此計懸危而不用。

### 兵權之爭
234年（建興十二年）秋，諸葛亮於五丈原病危時，與長史楊儀、司馬費禕、護軍姜維商討退軍事宜，決議由魏延斷後，姜維次之；但若魏延抗命，就自行引軍撤退。
諸葛亮死後，楊儀掌握軍權，秘不發喪，並令費禕前往前線軍營傳達退軍事宜時，藉此觀察魏延之端倪態度。魏延得悉後說：「丞相雖然亡故，但還有我在。只需丞相府上親近之官屬便可將丞相遺體還而葬之，我當自率領諸軍擊賊（魏軍），怎麼能以丞相一人之死，而荒廢天下大事呢？況且我魏延（前軍師）是何等人物，居然還得要為（長史）楊儀所部制約，為其斷後！」
費禕于是對魏延道：「當為君抓住楊長史（楊儀）及其手下一干文吏，以散楊長史之軍權，必不違背命令。」魏延聽聞費禕所言後遂信之，讓費禕離開回到中軍，費禕出營門後便騎馬奔馳而去，魏延事後尋思才警覺沒先讓費禕簽署軍令狀作為保證憑據就放行離去，恐怕事後費禕會反悔不助魏延掌握軍權，並為此感到後悔，但欲追之已經不及。
同時魏延亦派人打探楊儀在中軍的動態，得知楊儀已經依亮成規，諸營帳皆陸續引軍而返。魏延大怒，趁著楊儀所部還未進發，遂先率領其所部南歸，並燒毀棧道阻斷楊儀南歸之路。
之後，魏延、楊儀皆上奏對方叛逆之意，一日間兩方的奏文都飛檄致成都朝堂。後主閱聞雙方奏聞後，問策於侍中董允、留營長史蔣琬等眾臣意見，兩人都表態懷疑魏延行為可疑而保楊儀，於是後主令蔣琬率宿衛營北上介入魏延、楊儀之爭。
楊儀等人經由山谷通道，日夜並行，亦追跡於魏延之後。魏延先至並佔據了南谷口，遣兵逆襲楊儀等人，楊儀等人遂命討寇將軍王平（何平）在前抵禦。
王平對魏延及其先行部隊罵道：「公亡，身尚未寒，汝輩何敢乃爾！」魏延部下將士認為错误在魏延，不敢為其賣命、軍隊潰散。魏延於是獨與其子數人逃亡，奔漢中。
楊儀派平北將軍馬岱追斬之，並帶回其首級，楊儀起腳踏之：「庸奴！復能作惡不？」遂誅滅魏延三族。起初蔣琬率領宿衛諸營，行數十里，聽聞魏延已死，問其原委，乃旋而歸返。
《三國志》言：「原延意不北降魏而南還者，但欲除殺儀等。平日諸將素不同、冀時論必當以代亮。本指如此。不便背叛。」（起先魏延不往北投降曹魏却南歸的用意，只是想要除掉楊儀及其手下等人。平時諸將便常與魏延有不同意見、當時的議論卻也期待他必可以取代諸葛亮。本意如此。不能說他有背叛的意思。）
《晉書·天文志》曰：九月，亮卒於軍，焚營而退，群帥交怨，多相誅殘。
《晉書·宣帝紀》曰：亮部將楊儀、魏延爭權，儀斬延，并其眾。帝欲乘隙而進，有詔不許。
《三國志·蜀書·後主傳》則提到：征西大將軍魏延與丞相長史楊儀爭權不和，舉兵相攻，延敗走。斬延首，儀率諸軍還成都。大赦。
《魏略》曰：諸葛亮患病，告訴魏延等人說：「我死之後，但謹慎自守，更不要遣人來探視我。」令魏延攝行己事，密持喪而去。魏延遂隱匿之，行至褒口乃發喪。亮長史楊儀宿與魏延不和，見到魏延已攝軍事，懼怕為其所害，乃張言魏延欲舉眾北附（魏），遂率其眾攻之。魏延本無此心，不戰率軍而自走，被追而殺之。

### 遺計護漢
244年春（魏延死後十年），發生兴势之役，曹魏大將軍曹爽率十多萬步騎攻向漢川，前鋒已在駱谷。當時漢中兵力不滿三萬，諸將大驚。守將王平決定採取魏延長期在漢中所佈署的「重門之計」，護軍劉敏也贊同王平之舉，遂立即實行。漢軍堅守要隘，直到涪城諸軍，和自成都的費禕率領之援軍到來，逼使魏軍撤退。當時，鄧芝在東，馬忠在南，王平在北，為蜀漢守著各路的關津、要隘。

## 地位
- 史載之名聲、功績，與趙雲相近或略勝之。而在前將軍關羽、左將軍馬超、右將軍張飛、後將軍黃忠之後。劉備進位漢中王時，魏延遷鎮遠將軍領漢中太守，趙雲遷翊軍將軍領中護軍。後主年代建興元年，魏延為鎮北將軍，封都亭侯，趙雲則至鎮東將軍、封爵永昌亭侯（亭侯）。建興八年，魏延更至征西大將軍、封爵南鄭侯（縣侯），此時趙雲已殁。

- 關羽、張飛、馬超等人先後授假節，魏延則是後主劉禪建興年代第一位被授予假節的高級官員。唯，黃忠、趙雲二人是否有被授予假節，並無紀錄。

- 關羽受節為假節鉞，馬超，張飛為假節（劉備時代）。魏延授節為使持節。（後主時代）

## 評價
- 陳壽：“延既善養士卒，勇猛過人，以勇略任，並咸貴重。平日諸將素不同，又性矜高，當時皆避下之”、“魏延以勇略任……覽其舉措，跡其規矩，招禍取咎，無不自己也。”
- 楊戲的《季漢輔臣贊》中贊魏文長：「文長剛粗，臨難受命，折衝外禦，鎮保國境。不協不和，忘節言亂，疾終惜始，實惟厥性。」
- 孫權：“楊儀、魏延，牧豎小人也。雖嘗有鳴吠之益於時務，然既已任之，勢不得輕，若一朝無諸葛亮，必為禍亂矣。”
- 張耽：“使以故之明君靡不慎於將相也。然議者舉將多推宿舊，未必妙盡精才也。且韓信之舉，非舊名也；穰苴之信，非舊將也；呂蒙之進，非舊勳也；魏延之用，非舊德也。蓋明王之舉，舉無常人，才之所能，則授以大事。”
- 裴松之：“由今观之，皆以亮不用延计为怯。凡兵之动，佑敌之主，知敌之将。邈之不用延计者，佑魏主之明略，而司马懿辈不可轻也。亮欲平取陇右，且不获如志，况欲乘侥幸，尽定咸阳以西邪！”
- 李苗：“每读《蜀书》，见魏延请出长安，诸葛不许，叹息谓亮无奇计。”
- 魏元忠：“夫才生於世，世實須才。何世而不生才？何才而不資世？故物有不求，未有無物之歲；士有不用，未有無士之時也。志士在富貴與賤貧，皆思立功名以傳於後，然知己難而所遇罕。士之懷琬琰就煨塵、抱棟幹困溝壑者，悠悠之人直睹此士之貧賤，安知其方略哉！故漢拜韓信，舉軍驚笑；蜀用魏延，群臣觖望。此富貴者易為善，貧賤者難為功也。”
- 何去非：“蜀師每出，魏延常請萬兵趨他道以為奇。亮每拒之，而延深以憤惋。孔明之出者六，蓋嚐一用其奇矣。聲言由斜谷而遂攻祁山，以出魏人之不意。一旦而降其三郡，關輔大震。卒以失律自喪其師，奇之不可廢於兵也如此！而孔明之不務此也，此銳於動眾而尤其智以用之也，嗚呼！非湯武之師，而惡夫出奇卒以喪敗其眾者，可屢為哉？”
- 程公许：“魏延骁勇，欲以奇兵间道与大军会，孔明信用其说，安知三秦之不归于汉？”
- 胡寅：“兵行诡道求胜而已，延之计可用甚明。而孔明不从。或谓孔明长于治国而短于将略；或谓孔明疑延不敢委也。”
- 洪迈：“魏延随公出，辄欲请兵万人，与公异道会于潼关，公制而不许，又欲请兵五千，循秦岭而东，直取长安，以为一举而咸阳以西可定。史臣谓公以为危计不用，是不然。公真所谓义兵不用诈谋奇计，方以数十万之众，据正道而临有罪，建旗鸣鼓，直指魏都，固将飞书告之，择日合战，岂复翳行窃步，事一旦之谲以规咸阳哉！”
- 陈普：“羽不能当一面，魏延何敢比淮阴。”
- 陆文圭：“魏延及杨仪，两人蜀俊乂。各怀专忌心，曲直竟谁在。孔明惜其才，未尝辄偏废。渭南反斾归，师在千里外。朝臣意左右，魏为杨所害。杨亦不得死，晚用姜维辈。蜀竟以是亡，束手付邓艾。艾复矜其功，受制于钟会。四人共一律，皆以专忌败。家国莫不然，鸣呼可为戒。”
- 王夫之：“魏延请从子午谷直捣长安，正兵也；诸葛绕山而西出祁山，趋秦、陇，奇兵也。高帝舍栈道而出陈仓，以奇取三秦，三秦之势散，拊其背而震惊之，而魏异是。”
- 王萦绪：“武侯初伐曹魏，魏延直出褒中以取长安之计不用，纸上谈兵者几以为千古恨事。然劳师袭远，兵家所忌，且曹魏人才以之敌武侯而不足，以之敌诸将而有余。即以街亭之事观之，谡之才未必在延之下，一违节制，即败于张郃。况千里袭人，万一有张郃其人者，或拒于前，或断其后，岂不损国威而败乃公事乎？延之计，所谓行险以侥悻者也。”
- 冒鹤亭：“魏延之反，亦冤辞也。其人过于自负，叹恨己才，用之不尽，故诸葛卒后，曰（延语上已引，此处略）。盖欲遣行者护丞相丧归，自留渭南，与司马决斗。其才不及诸葛则有之，其兴复汉室之心，与诸葛同也。而杨仪素与延不平，不欲下之，便引诸营相次还，延于是怒，先仪南归，烧绝栈道，使仪归不得。此则逞一朝之忿，而忘君国之大事矣。陈寿于延传末云：‘原延意不北降魏而南还者，但欲除杀仪等。平日诸将素不同，冀时论必当以代亮。本指如此，不便就背叛。’斯为得之。蜀中人才本少，横加延以反名，长城自坏，仪之肉宁足食哉！”
- 郝經：「（楊儀）以私忿殺大將，罪浮於延。」

## 軼事

### 韓信相似
魏延自比如同前漢將領韓信的例子，巧合的是，魏延與韓信受委以重任之時，各人都認為別有人選，但結果都有「一軍全驚」意思之記載。

#### 魏延
當得重將以鎮漢川，眾論以為必在張飛，飛亦以心自許。先主乃拔延為督漢中鎮遠將軍，領漢中太守，一軍盡驚。

#### 韓信
（蕭）何曰：「王素慢無禮，今拜大將如呼小兒耳，此乃信所以去也。王必欲拜之，擇良日，齋戒，設壇場，具禮，乃可耳。」　王許之。諸將皆喜，人人各自以為得大將。至拜大將，乃韓信也，一軍皆驚。」
然而兩人都出身低微，最後都是死在自家人手裡。

### 反骨之相
- 「反骨之說」源自羅貫中長篇小說《三國演義》。該書第五十三回「關雲長義釋黃漢昇，孫仲謀大戰張文遠」寫關羽取長沙時，因黃忠沒有用百步穿楊之箭射殺他，被太守韓玄推下問斬。正在這當緊時刻，帳外閃進一將，手起刀落斬殺韓玄救了老將黃忠。這人正是以後蜀漢名將魏延。然而，當關羽引魏延歸來時，孔明卻「喝令刀斧手推下斬之」。劉備問何故，孔明說：「吾觀魏延腦後有反骨，久後必反，故先斬之，以絕禍根」。之後魏延在劉備力保之下保全了性命，並獲得重任，但與諸葛亮之間早已心生嫌隙。直到諸葛亮死後，魏延果然反了，馬岱受軍師遺命於軍前斬之。
- 由於蜀漢對史籍保存可能缺乏足夠史官制度持續維護完善，對魏延與楊儀兵權之爭的脈絡細節有所記述不周的遺闕，加上後世戲曲與演義憑空捏造的情節普遍大為流行，使得在大眾留下不正確史觀認知。《資治通鑑》在魏延被殺後，就明確指出：魏延「實無反意也」。

### 夢麒麟
諸葛亮第五次北伐時，魏延被任為前鋒，駐紮在十里之外，一日夢到自己頭上生角，於是請趙直解夢，趙直說：「麒麟有角而不用，這是敵人即將不戰自破的徵兆啊！」等魏延離開後卻對其他人說：「角這個字拆開來看就是刀下用，在頭上用刀，其凶甚矣。」

### 陰謀論
王夫之的《讀通鑒論》稱：「魏延於蜀國的權力只亞於諸葛亮，而雄壯難以猜禦，蔣琬未曾參與軍旅之任，而且缺乏威望，假如魏延先回軍並且挾持弱主（劉禪），蔣琬當然無法與之爭權，蜀國大權必然落入魏延手中。只有令大軍撤退，使魏延不能孤立於外，楊儀先入軍而魏延不得為主帥於軍中，雖然這樣會造成蜀國將士激憤甚至幾乎成亂，但只需一人（王平）就能制服。」

### 人際關係
丞相長史楊儀和刘琰與魏延都發生過爭執，刘琰被諸葛亮趕回成都，而楊儀與魏延的衝突愈發激烈，每逢軍議兩人有如水火之勢，魏延有幾次甚至怒到想拔刀當場砍死楊儀，楊儀也嚇到哭出來。費禕因此常常直接坐入兩人席間，嘗試為兩人調停。

### 退師之道
在南鄭縣西北，昔日趙雲退師時，燒毀赤崖以北閣道百餘里，後諸葛亮死於五丈原，魏延退師復焚之。即南鄭縣治中七十里有一主山高大數百里其頂如平台，山中有瀑布數百尺，下為深潭號佛子潭，前巍然高聲者為金爐岑，西有蝶燭拳岑，下有洞深不知底止，石磊磊層積如碑，凌空而下視者謂之名碑，碑口燃燒時沉土墳起，如星羅排列，人稱之七穀堆皆山中最美麗的地方。

## 纪念

### 魏延祠
- 位於四川梓潼臥龍山景區，供人祭祀，右側門柱上書「鎮北征西勇猛忠誠定漢土」。相傳曾是魏延駐軍之處。

### 魏延墓
魏延墓傳說以“魏延墓在漢中城北門外石馬鄉”。
如今此古墓已經不存在，但古墓前尚餘兩座石馬跪姿，一殘破、一完整，故此地被稱為“石馬鄉”，兩匹石馬已在1973年被移送漢中市博物館保存。

## 計出子午谷

### 支持論
立論：《魏略》蜀軍大將魏延認為，長安守將夏侯楙年少，嬌生慣養、怯而無謀。今日假若我魏延領精兵五千，背負糧草五千，直由山道深入，尋秦嶺而向東，到達子午再往北行。不過十日就能抵達長安。夏侯楙見我軍突然出現，必然乘船而逃。如此一來，長安城內只剩下御史、京兆太守而已。長安北門有散民之谷，足以供應我軍糧食。而由東方相會合，需要二十日，屆時丞相您在由斜谷趕來，必定可以在此與我會師，這麼一來，可以一舉平定咸陽以西。
- 宋人胡寅認為：

兵行詭道而求勝，魏延之計可用甚明。但孔明不用此計。或許可以說孔明善於治國而缺乏將略；也或許是因孔明質疑魏延而不敢委任。

### 反對論
立論：同見《魏略》諸葛亮認為，魏延之計過於冒險。還不如安順大道而行，可以平取隴右。十全必克而無慮，所以不用魏延之計。且其策出自《魏略》單方面史學觀點，論點欠缺周全。
- 明末王夫之認為：

魏延請兵由子午谷直搗長安，是正兵；諸葛繞過山路而出祁山，趨秦嶺、隴地是奇兵。漢高祖捨棄栈道而出陳倉，以奇取三秦，三秦之勢散，再擾其背側而震驚之，諸葛亮對魏之攻略也是採用同樣的策略。
- 劉宋裴松之認為：

許多人認為諸葛亮不用魏延之計是怯弱。但說到用兵，必然要了解敵方君主的能力，知敵軍之將為何人物。遠觀不用延計者，多祐魏主之明。而司馬懿更非等閒之輩。亮欲取隴右，且不如志。何況是想趁著僥倖的機會，一舉平定咸陽以西呢?

### 他策論
立論：《三國志》載魏延每每向諸葛亮「請兵萬人，與亮異道會於潼關，如韓信故事」，未有提及子午谷。
- 北宋何去非認為：

蜀師每出兵，魏延常請萬兵以為奇兵。亮每次都加以拒絕，令延深感憤怒惋惜。孔明出師六次，僅用一次奇計。聲稱由斜谷而攻打祁山，可出魏人不意。一次連降三郡，關中及三輔地區大震。但隨後便以自己的失律而自喪其師（指馬謖失街亭）。出奇兵之謀不可廢於兵家更是如此！而孔明卻不務於此，這如同擁有精銳之師，卻仍以為徒智名者為可用者，嗚呼！遠遠不及湯、武之師，惡夫出奇以敗喪其眾者，豈能一錯再錯呢？
- 南宋程公许認為：

魏延驍勇，欲以奇兵異道與大軍會合，如果孔明信用其說，怎麼能知道三秦不歸漢呢？

## 民間藝術

### 戏曲形象
- 在中國傳統戲曲中魏延的角色，面譜為紫十字門花臉。

### 三國志通俗演義
- 在小說《三國演義》中，魏延登場時的形象十分正面。在第四十一回，劉備軍為曹操所迫，走至襄陽，劉琮聽信蔡瑁之言不讓劉備進城。當時魏延就挺身而出，大開城門招劉備軍隊入城，可是劉備為免驚擾百姓而決定不進城。後來魏延與文聘交戰後，力孤投靠長沙太守韓玄。之後關羽攻長沙，與大將黃忠交戰，韓玄認為黃忠戰鬥不力而要將黃忠處斬，魏延一方面因韓玄不重用他，不得志而積怨，另一方面激於義憤，便率吏民殺掉韓玄，投降劉備。但甫到劉備營中，便被諸葛亮認為其腦後有反骨，是不忠之人，要把其處決，幸得劉備求情方才作罷。此後魏延隨劉備軍東征西討，入蜀建功，後來被封為漢中太守。劉備死後，參與南征北伐，為蜀軍的主力戰將。可是在諸葛亮死後，與楊儀決裂，最後被楊儀、馬岱等人配合諸葛亮遺計殺害。
- 《三國演義》中，曹操欲招降魏延，結果反遭魏延痛罵，魏延並一箭射中曹操。曹操落馬，滿口鮮血，原來這一箭正中曹操人中，當場射落曹操兩顆門牙。但有部分電視劇改寫此箭為黃忠所射。

### 動漫作品
- 《三國志》
- 《三國演義》
- 《橫山光輝三國志》（橫山光輝）
- 《蒼天航路》（王欣太）
- 《火鳳燎原》（陳某）
- 《幻想三國誌 -天元靈心記-》

### 電玩遊戲
- 早期卡普空的街機遊戲《吞食天地II 赤壁之戰》，以關羽、張飛、趙雲、魏延、黃忠，為五虎上將。
- 光榮公司的《三國志》曾把魏延列為五虎上將。真三國無雙系列 / 無雙OROCHI系列也作為蜀漢一名主要角色。
- 《吞食天地2 諸葛孔明傳》使用武器為片手斧。武力在黃忠之上，關羽、張飛之下，與馬超、趙雲同等。

### 影視形象
- 1985年--湖北電視台電視劇《諸葛亮》，魏延由苏厚超飾演
- 1985年--香港亞洲電視電視劇《諸葛亮》，魏延由汤锦棠飾演
- 1994年--中國中央電視台電視劇集《三國演義》，魏延由刘威、王晓颖、王绍文、王心海飾演
- 1996年--電影《诸葛孔明》，魏延由潘兴飾演
- 2010年--電視劇《三国》，魏延由王新军飾演
- 2017年--電視劇《軍師聯盟》，魏延由韩东飾演